# Daisuke Kimori
Daisuke Kimori (japanisch 樹森 大介 Kimori Daisuke; * 28. Juli 1977 in der Präfektur Saitama) ist ein ehemaliger japanischer Fußballspieler.

## Karriere
Kimori erlernte das Fußballspielen in der Schulmannschaft der Maebashi Commercial High School und der Universitätsmannschaft der Senshū-Universität. Seinen ersten Vertrag unterschrieb er 2000 bei den Shonan Bellmare. Der Verein spielte in der zweithöchsten Liga des Landes, der J2 League. Für den Verein absolvierte er 39 Spiele. 2003 wechselte er zum Ligakonkurrenten Mito HollyHock. Für den Verein absolvierte er 76 Spiele. 2005 wechselte er zum Ligakonkurrenten Thespa Kusatsu. Für den Verein absolvierte er 32 Spiele. Danach spielte er bei den Tonan Maebashi. Ende 2008 beendete er seine Karriere als Fußballspieler.